# Alvarez Kelly
Alvarez Kelly (ang. Alvarez Kelly) – amerykański western z 1966 roku w reżyserii Edwarda Dmytryka. Fabuła filmu została zainspirowana autentycznymi wydarzeniami. Zdjęcia kręcono w Baton Rouge i Clinton w stanie Luizjana.

## Opis fabuły
Rok 1864, wojna secesyjna. Handlarz bydłem, tytułowy Alvarez Kelly, dostarcza za sowitą opłatą wojskom unii duże stado bydła. Transakcja nie uchodzi uwadze głodującym oddziałom konfederatów. Ich dowódca – płk Rossiter postanawia przejąć stado. W tym celu porywa Alvareza, a następnie szantażem i groźbą zmusza do poprowadzenia śmiałego rajdu za linie wroga celem uprowadzenia bydła. Całe, wielce ryzykowne przedsięwzięcie udaje się dzięki determinacji Rossitera i profesjonalizmowi Kelly'ego. 

## Obsada
- William Holden – Alvarez Kelly
- Richard Widmark – płk Tom Rossiter
- Janice Rule – Liz Pickering
- Patrick O’Neal – mjr Albert Steadman
- Victoria Shaw – Charity Warwick
- Roger C. Carmel – kpt. Angus Ferguson
- Richard Rust – sierż. Hatcher
- Arthur Franz – kpt. Towers
- Don 'Red' Barry – por. Farrow
- Duke Hobbie – John Beaurider
- Harry Carey Jr. – kpr. Peterson
- Howard Caine – McIntyre
- Mauritz Hugo – Ely Harrison
- Barry Atwater – gen. Kautz (G.B. Atwater)
- Robert Morgan – kpt. Williams
- Paul Lukather – kpt. Webster
- Stephanie Hill – Mary Ann
- Indus Arthur – Melinda

i in. 

## Odbiór
Kolejny film Edwarda Dmytryka został pozytywnie przyjęty przez krytyków. Bosley Crowther z The New York Times zamieścił na łamach swojej gazety bardzo pozytywną recenzję filmu. Chwalił scenariusz, główne role męskie (Holden, Widmark) oraz zdjęcia (zwłaszcza plenerowe). Krytycy magazynu Variety byli o wiele bardziej sceptyczni, szczególnie w kwestii scenariusza. Według nich niektóre wątki i postacie były nadmiernie rozbudowane, inne – zaledwie zarysowane. Banalny scenariusz i rutynową reżyserię, według nich ożywiały w filmie doskonałe zdjęcia plenerowe.  